# Cảm ứng nhận diện âm thanh
Cảm ứng nhận diện âm thanh là công nghệ sử dụng phần mềm hoặc phần cứng để nhận diện nhịp độ của âm thanh được phát ra. Hiện có nhiều công nghệ nhận diện âm thanh khác nhau và chúng đều là sự kết hợp giữa tốc độ nhận diện và độ chính xác khi nhận diện. Công nghệ này rất phổ biến trong các phần mềm xử lỳ âm thanh, ví dụ như trong các đầu đĩa nghe nhạc... Những thuật toán sử dụng trong công nghệ này được dựa vào năng lượng của âm thanh. Chúng có thể đủ nhanh để chạy được trong hệ thống thời gian thực hoặc đủ chậm để chỉ có thể phân tích được trong từng khổ của nguồn âm thanh phát ra.